# Gyllebo (östra delen)
Gyllebo (östra delen) var före 2000 en av SCB avgränsad och namnsatt småort i Gyllebo i Simrishamns kommun. Vid 2000 års avgränsning klassades den inte längre som en småort.